# K.O.SEN
『K.O.SEN』（キック アウト セン）は、村瀬克俊による日本の漫画作品。『週刊少年ジャンプ』（集英社）にて、2008年2号から2008年15号まで連載された。話数カウントは『 - th BOUT（バウト）』。初の連載作品で、当時『週刊少年ジャンプ』で減少傾向にあったスポーツ作品だったが、読者の支持を得られず12週打ち切りに終わった。

## あらすじ
飛嶋閃は、今は亡き父親譲りの赤い髪と"常人離れした頑丈さ"を持つ中学3年生。学校の成績はすべて赤点で将来の夢も無く、ただ無茶ばかりして日常を過ごしていた。
そんな閃を見かねた母と祖母が、かつて手のつけられない不良だった父を更生させたキックボクシングジムの会長・桜和田のもとへ夏休みの間、彼を預けることにした。無理矢理連れて来られたこともあり最初は反発した閃だったが、唯一『父を理解していた』会長とキックボクシングに次第と興味を持つようになる。

## 登場人物

### 飛嶋家
飛嶋 閃（とびしま せん）
葱間中3年生。高い所から飛び降りたりオランウータンに握力勝負を挑んだりと無茶ばかりするが、異様に頑丈な身体の持主。もともとそういう家系らしい。その代わり学校の成績は学年最下位で、教師曰く「行ける高校がひとつもない」。
父を異様に尊敬していて、「男と男の約束」という言葉が大好き。
日々の無茶っぷりを見かねた母と祖母によって、かつて父を更生させた経験のあるキックボクシングジムへ夏休みの間預けられることになる。その後、会長や和真との出会いによりキックボクシングを始めることを決意する。
赤い髪が特徴だが、本気になると髪が逆立つ。それにより急激なパワーアップを起こす。「ノーダメージ！」が口癖。
飛嶋 堅（とびしま けん）
閃の父で故人。享年37。葱間中初代番長で、その昔は手のつけられない不良だったらしいが、中学3年生の夏休みに会長と出会ったことで更生したらしい。
会長との出会いが人生の転換点だったようだが、そのままキックボクシング選手にならなかった理由は、会長と彼との「男と男の約束」で秘密にされた。
閃の幼いころは、工事現場で働いていた。弱い新入りをかばったり非常に男気のある性格の持主だったが、雨の日に川に流された老女を助け、逆に自身が流されてしまい死亡。それが職場を解雇された直後だった為、職場の元上司や同僚達に「解雇を苦にした自殺」という噂を町に流されてしまう。閃の無茶な行動はこの噂に対する反発である。
最終回では閃の夢の中に現れ、リングで対戦する。

### 桜和田ジム
桜和田 源矢（さくらわだ げんや）
山奥にあるキックボクシングジムの老会長。「教えた選手が皆、頭がおかしくなる」として業界で有名。閃の祖父の友人で、現役選手を退いて間もない頃、手のつけられない不良だった閃の父・堅をやはり中学3年生時に更生させた経験がある。因みに前歯が2本ないのは、グローブをつけた堅に折られたのが原因である。
閃の、父に対する想いも即座に見抜いた人物。
桜和田 鈴（さくらわだ すず）
会長の孫娘で、閃と同じ中学3年生。孝紀とふたりで、誘拐紛いの方法で閃をジムへ連れてくる。父に反発し、会長と生活を共にしジムの家事等を担当している。
澤橋 孝紀（さわはし こうき）
ジム所属の選手。キックボクシング歴3年。閃よりひとつ年上で「敬語使え」が閃に対しての口癖。
会長に頼まれて、訪問初日に逃亡しようとした閃と相手するが、逆に素手で頭を割られてしまう。しかしそれでも会長曰く、彼は充分強い（閃が異常に頑丈なだけ）らしい。青藤の倍以上トレーニングを重ねたのに、実力は青藤の足元にも及んでおらず、そのため青藤の天才的才能を認めると同時に、強いコンプレックスを抱いている。
百瀬 龍生（ももせ たつお）
18歳。ジム所属のプロ選手で日本チャンピオン。実は鈴と孝紀が閃をトラックで拉致したときの運転手。閃のキック入門の教育を買って出るが、いい加減なことを教えた為閃に無茶をさせてしまう。
その後もたびたび閃にいたずら心で嘘をつくことがある。見せ場になると意気込むが、失敗してしまう。
あしたのジョーの矢吹丈を意識した髪形で片目が髪で隠れており、そのため右目の視界が悪く遠近感も失い、試合中に相手のパンチが見切れない事がある。得意技はフルスイングでのカウンターとフェイント。
大木 羊介（おおき ようすけ）
会長の門下生の一人。太っていて気弱。ジムにはダイエットの為に来ているらしい。年下の久太からは「デブゴン」と呼ばれ、馬鹿にされていた。
八見 久恵（はつみ ひさえ）
会長の門下生の一人で通称「ハツミ」。18歳。気強い性格の少女。地元で喧嘩無敗を誇り、さらなる強さを求めてジムに来た。その時、地元の暴走族たちを壊滅させ、高校を中退させられた。キックボクシングの時には「女を捨てている」らしい。出かける時は女性らしく化粧をしたりしている。
久太（きゅうた）
会長の門下生の一人で小学生。元々いじめられっ子で、強くなるためにジムに来た。普段は強がって羊介や鈴に生意気な口を利いているが、いざとなるとハツミの後ろに隠れたりする。彼の境遇を考えて誰も何も言わなかったが、閃は身体を張って彼が他人に甘えることから脱却させようとする。

### 敦史と青藤
桜和田 敦志（さくらわだ あつし）
会長の息子で鈴の父親。青藤のコーチ。キックボクシングを青藤のためではなく、自分のビジネスのための商品と考えている。元キックボクシングの選手で会長と共に夢を追いかけていたが、堅に倒されてしまった。その時の傷が今でも左眼の上に残っている。青藤の放つ技にいろいろと名前を付けているが、鈴には「ダサい」と言われた。
青藤 和真（せいどう かずま）
元会長の門下生で、現在はジムを離れて生活する。子供の頃に全日本グラブ空手Jr優勝、中学二年生の頃に大人の混じる全日本アマを制し、中学三年生の春に重量級も参加するグラブ空手無差別級の決勝戦で、体重差40kgの大男を相手にKO勝ちした経験がある格闘の天才。孝紀とは因縁がある。鈴に惚れているらしい（鈴曰く「幼馴染」）。
幼い頃から打倒ムエタイの夢を叶えるためにキックボクシングをしてきたが、敦志の方向性の転換に失望している。天才であるが故に普通の人間は見下している。
敦志からは堅のことを「身体しか取り柄のないクソ野郎」と教えられていた。
自分の夢を叶えるために敦志の下から去る。その後、ヘアースタイルを変えて百瀬の試合に観戦に来た。
持ち技は柔軟な身体と関節を持つために同じモーションで上・中・下段自在にキックを繰り出せる「七色（レインボー）キック」、俊敏な動きで相手のあらゆる死角から変則的に蹴りを繰り出す「リング上のマタドール」、柔軟な足で相手の首を後頭部から蹴り落とすKO率200％の技「死神の大鎌（デスシックル）」。技の命名は全て敦志が行った。

### その他
リー・ボブソン
対日本人戦跡9戦9勝9KOでボクシング経験ありの黒人キックボクサー。胸の「挙」というタトゥーと、サザエさんのような髪型が特徴。自分で自分の「挙」のタトゥーを叩く時は殺しのサイン。龍生との対戦の序盤、龍生からダウンを奪い「今までで一番弱いんジャナイ！？」等と調子に乗り馬鹿にしまくっていたが、試合の後半に徹底的に叩きのめされ、1RでKO負けをしてしまう。

## 同時収録作品
単行本には『K.O.SEN』の他、以下の短編が併録されている。
ナックモエ
第2回ジャンプ金未来杯エントリー作品として『週刊少年ジャンプ』2005年41号に掲載。センターカラー45ページ。天野洋一「ウサギとカメとストライク」に次ぎ同杯2位の成績を収めた。タイの国技・ムエタイを扱った作品で、タイトルのナックモエとはタイ語で「ムエタイ戦士」という意味である。『K.O.SEN』1巻に併録。
Kick!コータ!!（キック!コータ!!）
『赤マルジャンプ』2004年SPRING号に掲載。キックボクシングをテーマにした格闘漫画。デビュー作「福輪術-ふくわじゅつ-』が投稿作だった村瀬にとって、プロの漫画家として初めて描いた作品（初めての締切がこのうえないプレッシャーだったと語っている）。『K.O.SEN』2巻に併録。
福輪術-ふくわじゅつ-
第8回（2003年10月期）十二傑新人漫画賞佳作受賞作で、『青マルジャンプ』に掲載された村瀬のデビュー作。31ページ。弟の死をきっかけとして「幸せ（と、同等の災い）を制御できる力」を身につけた男を主人公としたファンタジー作品。主人公も含み、登場人物のほとんどに名前が付いていない。『K.O.SEN』2巻に併録。

## 書誌情報
- 村瀬克俊『K.O.SEN』集英社〈ジャンプ・コミックス〉、全2巻
  1. 前人未到 ISBN 978-4-08-874537-4
  2. 始まってねー!! ISBN 978-4-08-874540-4